# Carriage paid to
Las siglas CPT (acrónimo del término en inglés Carriage Paid To, «Transporte pagado hasta, lugar de destino convenido») se refieren a un incoterm o término de comercio internacional que se utiliza en las operaciones de compraventa internacional. En su formulación contractual, el término CPT es seguido obligatoriamente por el nombre del punto de entrega.

## Descripción del CPT
El vendedor se hace cargo de los costes, incluido el transporte principal, hasta que la mercancía llegue al punto de destino. El vendedor es responsable del despacho aduanero de exportación.
Los riesgos de pérdida o daño de la mercancía los asume el comprador en el país de origen cuando la mercancía ha sido entregada al transitario o transportista en el país de origen. En el momento de la entrega de la mercancía al transportista el riesgo sobre la carga se transmite del vendedor al comprador. Por eso, es recomendable que el comprador contrate un seguro durante el transporte principal.

## Uso del incoterm CPT
El término CPT se utiliza independientemente del modo de transporte (marítimo, aéreo, por ferrocarril, por carretera, intermodal y multimodal). Es más, como incoterm que pertenece la grupo «C» se debe usar cuando un tramo del recorrido se realiza en barco porque los términos en «C» permiten transferir la propiedad de la carga durante la travesía, cuando el contrato de transporte se realiza bajo un conocimiento de embarque.
El incoterm CPT es comparable al término CFR, excepto que éste se debe utilizar exclusivamente para transporte por barco (tanto marítimo como fluvial) y el término CPT es polivalente. Además, se puede utilizar si la carga está contenerizada, en grupaje o en carga completa.